# Mordano
Mordano est une commune de la ville métropolitaine de Bologne dans la région Émilie-Romagne en Italie.

## Histoire
Une intense activité de centuriation fut mise en œuvre par les Romains dans la région et cela est encore visible aujourd'hui : les rues de la campagne sont organisées dans une grille quadrillée, avec le côté de chaque carré d'environ 715 mètres.
Au cours des XIe et XIIe siècles, les habitants commencèrent à assécher les marais, en créant la massa Bibani : un petit village (Bubanus) grandit autour de cette nouvelle partition de terres cultivables. Plus tard, un château fut construit à cet endroit.
La présence d'un château à Mordano est attestée au XVe siècle.
Les deux châteaux furent ensuite annexés dans le domaine de Catherine Sforza en 1488. En 1498, le roi de France, Charles VIII, détruisit le château de Mordano, mais ne fut pas capable de conquérir celui de Bubano, renforcé par Catherine Sforza et transformé en une véritable forteresse.
Au cours des siècles suivants, Mordano et Bubano faisaient partie des États pontificaux et les deux communes furent jointes. Au cours de cette période, le château de Bubano tomba progressivement en ruine et aujourd'hui seulement la tour principale (connue sous le nom italien de Torrione Sforzesco) existe encore.
En 1860, la municipalité de Mordano fit partie du royaume d'Italie nouveau-né.

## Fêtes et foires
Pendant l'année, plusieurs foires et fêtes se déroulent dans la municipalité de Mordano :
- Sagra dell'Agricoltura  (fête de l'agriculture), depuis 1981. Mordano, la dernière semaine de mai[6] ;
- Palio del Torrione  (Palio de la tour défensive), depuis 1997. Bubano, troisième semaine de juin[7] ;
- Rock a Tutta Birra (festival de la bière), depuis 1994. Chiavica, première semaine de septembre[8].

## Administration
| Période                                  | Période       | Identité         | Étiquette     | Qualité |
| ---------------------------------------- | ------------- | ---------------- | ------------- | ------- |
| 28 novembre 1986                         | 23 avril 1995 | Romano Andalò    | PCI           |         |
| 24 avril 1995                            | 13 juin 1999  | Daniele Montroni | Liste civique |         |
| 14 juin 1999                             | 7 juin 2009   | Roberto Andalò   | Liste civique |         |
| 8 juin 2009                              | En cours      | Stefano Golini   | Liste civique |         |
| Les données manquantes sont à compléter. |               |                  |               |         |

### Hameaux
Bubano, Chiavica.

### Communes limitrophes
Bagnara di Romagna, Imola, Massa Lombarda